# Svinkløv Klitplantage
Svinkløv Klitplantage är en skog i Danmark som anlades mellan 1894 och 1910. Den ligger i Jammerbugts kommun  på ön Vendsyssel-Thy i Nordjylland. Mellan skogen och havet förekommer hed och på södra sidan jordbruksmark.